# 米心水青冈
米心水青冈（学名：Fagus engleriana）为壳斗科水青冈属下的一个种。

## 扩展阅读
- 維基物種上的相關：米心水青冈